# Legionel·la
Legionel·la ('Legionella') és un gènere d'eubacteris gramnegatius que inclou l'espècie Legionella pneumophila, causant de la legionel·losi o malaltia dels legionaris.
La legionel·la és habitual en molts ambients aquàtics i se n'han identificat com a mínim cinquanta espècies i setanta serogrups. Les cadenes laterals de la paret cel·lular són les responsables de l'especificitat d'antigen somàtic d'aquests organismes. La composició química d'aquestes cadenes laterals els dos respecte a components així com acord del diferent ensucra determina la natura dels determinants d'antigen somàtic o d'O, que són mitjà essencial de serologia que classifica molts bacteris Gram negatius.
Legionel·la adquirí el seu nom després del brot epidèmic que hi va haver a Filadèlfia el juliol de 1976 entre els assistents una convenció dels veterans de guerra dels Estats Units membres d'una associació anomenada American Legion. La malaltia era una forma desconeguda de pneumònia que afectà 182 assistents a la convenció, entre els quals va causar 29 morts. En aquell any del bicentenari, es feu publicitat d'una pandèmia entre els veterans de guerra dels EUA i es generà una alerta nacional. Sis mesos després, l'agent causal fou identificat com un bacteri prèviament desconegut, al qual van denominar Legionella pneumophila. Posteriorment, i fins a l'any 2017, s'han descrit seixanta-una espècies de Legionella associades a infeccions humanes.

## Detecció i aïllament
Legionella és tradicionalment detectat per cultiu en placa en agar d'extracte tamponat de llevat de carbó (BCYE, de l'anglès buffered charcoal yeast extract). Aquest bacteri necessita la presència de cisteïna per multiplicar-se i per això no es desenvolupa en medis de cultiu d'agar sang comuns utilitzats per a laboratori basat recomptes de viables totals o in situ displides. Els procediments comuns de laboratori per a l'aïllament de Legionella en aigua consisteixen a concentrar els bacteris (per centrifugació o filtració a través de filtres de 0,2 micròmetres) abans d'inocular-lo a un agar BCYE que contingui antibiòtics (per exemple, vancomicima polimixina ciclohexamida de glicina, GVPC) per suprimir la resta de microbiota que hi pugui haver a la mostra. La calor o el tractament d'àcid també s'utilitzen per reduir la interferència d'altres microbis a la mostra.
Després del cultiu durant deu dies, les colònies sospitoses es confirmen com de Legionella si arriben a créixer en agar BCYE que contingui cisteïna, però no ho fan quan no s'ha afegit cisteïna al medi de cultiu. Les tècniques immunològiques són comunament utilitzades per establir l'espècie o els serogrups de bacteris presents a la mostra.
S'han desenvolupat altres tècniques per a la descoberta ràpida de Legionella en mostres d'aigua, entre les quals la reacció en cadena de la polimerasa (PCR) i assaigs ràpids immunològics. Aquestes tecnologies poden proporcionar resultats molt més ràpids, però les tècniques més fiables són el cultiu de secrecions de les vies respiratòries baixes i el test d'antígens presents a l'orina.

## Patogènesi
Legionella pot viure dins d'amebes en ambients naturals. Les espècies de Legionella són agents causals de la malaltia del legionari en humans i la forma menor, febre de Pontiac. La transmissió de Legionella és mitjançant la inhalació d'aerosols que contenen petites gotes amb els bacteris. Les fonts comunes inclouen torres de refrigeració, sistemes domèstics d'aigua calenta, fonts, i distribuidors similars que usen aigua potable. En el medi natural Legionella pot trobar-se en basses d'aigua dolça i cales. La transmissió persona a persona de Legionella no ha estat demostrada.
Una vegada dins d'un hoste, la incubació pot durar fins a dues setmanes. Els símptomes inicials són similars als de la grip, principalment febre, calfreds i tos seca. Els estadis avançats de la malaltia provoquen problemes en l'aparell digestiu i el sistema nerviós i poden causar diarrea i nàusees. També es poden presentar uns altres símptomes avançats de pneumònia.
Tanmateix, la malaltia no sol causar problemes greus de salut en la majoria dels individus sans; només en pacients immunodeprimits,amb un sistema immunitari compromès i especialment en gent d'edat avançada. D'un 75 a un 80 per cent dels casos corresponen a persones més grans de cinquanta anys i la incidència és més alta en els homes (del 60 al 70 per cent) que en les dones. Conseqüentment, es busca activament en els sistemes d'aigua d'hospitals i residències d'ancians. A l'Estat espanyol és una malaltia de declaració obligatòria i un reial decret del 22 de juny de 2022 estableix els «requisits sanitaris per a la prevenció i el control de la legionel·losi». Segons el report de 2020 del Centre Europeu de Prevenció i Control de Malalties sobre la legionel·losi, la incidència de casos declarats a la Unió Europea va ser d'1,9 casos per 100.000 habitants i quatres estats membres (Alemanya, Espanya, França i Itàlia) concentraven el 72 per cent de tots els casos declarats.

## Biologia molecular
Amb l'aplicació de modernes tècniques biològiques i de genètica molecular, els mecanismes utilitzats per Legionella per multiplicar-se dins de macròfags s'estan començant a resoldre. Les cascades reguladores específiques que governen la diferenciació així com la regulació dels gens s'estan estudiant. Les seqüències genòmiques de quatre soques de L. pneumophila ja han estat resoltes i s'han publicat i ara és possible investigar el genoma sencer amb mètodes moleculars moderns. Els estudis moleculars estan contribuint als camps d'investigació clínica, diagnosi, tractament, epidemiologia i prevenció de la malaltia.

## Control de les fonts i monitoratge i prevenció de la legionel·losi
Les legionel·les són microorganismes ubics, que en el medi natural es troben en basses d'aigua dolça, llacs, rius i aigües freàtiques, però a concentracions baixes que no representen un risc. Per la seva ubiqüitat poden entrar fàcilment a sistemes aquàtics artificials, com són les torres de refrigeració industrials i de grans sistemes d'aire condicionat centrals, instal·lacions d'aigua calenta, spas, fonts, aspersors de reg i altres sistemes capaços de distribuir l'aigua en aerosols. En edificis antiquats és més probable que coincideixen alguns factors que afavoreixen la proliferació d'aquest bacteris, com ara canonades construïdes amb materials on s'hi formen biofilms més fàcilment i hi viuen també amebes, a l'interior de les quals Legionella pot reproduir-se; obstrucció del flux d'aigua circulant, o temperatura de tèbia de l'aigua.
L'any 2006 es va demostrar que Legionella pot dispersar-se per l'aire fins a distàncies superiors als 6 km de la seva font. En l'estudi d'un brot epidèmic de la malaltia dels legionaris al nord de França, en què es van confirmar 86 casos i 18 morts, La font d'infecció era una torre de refrigeració d'una planta petroquímica i algunes de les persones infectades vivien lluny, a uns 6-7 km de la planta.
El 1986, uns quants països europeus van establir el Grup de Treball Europeu per a les Infeccions de Legionel·la (EWGLI, de l'anglès European Working Group for Legionella Infections) per a compartir coneixement i experiències sobre el control de fonts potencials de legionel·la. Estava coordinat pel Laboratori Nacional de Bacteriologia de Suècia i l'OMS va finançar-lo fins a 1993. A partir d'aquell any va ser conegut com EWGLINET i va estar coordinat pel Centre de Vigilància de Malalties Transmissibles del Servei del Laboratori de Salut Pública de Londres, amb finançament majoritari de la Comissió Europea. A partir de 2007 el finançament és a càrrec del Centre Europeu de Prevenció i Control de Malalties (ECDC, de l'anglès European Centre for Disease Prevention and Control), que també coordina el grup, que des de 2010 es diu Xarxa Europea de Vigilància de la Malaltia del Legionari (ELDSNet, de l'anglès European Legionnaires' Disease Surveillance Network).
L'EWGLI va publicar unes directrius sobre les accions a dur a terme segons el nombre d'unitats formadores de colònies (UFC) (bacteris vius que es poden multiplicar) de legionel·la per litre:
| ufc de Legionella /litre  | Acció requerida - es necessiten 35 mostres per instal·lació (20 d'aigua i 10 escobillons) |
| ------------------------- | --- |
| 1000 o menys              | Sistema sota control. (<150 UFC/ml en instal·lacions sanitàries o unitats maternoinfantils requeriran accions immediates). |
| més de 1000 fins a 10.000 | Revisar el programa d'operacions. El recompte hauria de ser confirmat per un nou mostreig. Si es troba un recompte similar de nou cal una revisió de les mesures de control i s'haurien d'identificar i establir les accions correctores més apropiades. |
| més de 10.000             | Implementar accions correctives. El sistema hauria de ser mostrejat de nou. El sistema hauria de rebre un tractament de xoc amb el biocida apropiat com a precaució. S'haurien d'identificar i establir les accions correctores més apropiades.          |

La temperatura afecta la supervivència de legionel·la de la següent manera:

- 70 a 80 °C - Rang desinfectant.
- A 66 °C - Legionel·la mor en 2 minuts.
- A 60 °C - Legionel·la mor en 32 minuts.
- A 55 °C - Legionel·la mor en 5 o 6 hores
- 50 a 55 °C - Legionel·la pot sobreviure, però no multiplicar-se.
- 20 a 50 °C - Legionel·la rang de multiplicació.
- 35 a 46 °C - Rang de multiplicació òptim.
- Sota dels 20 °C - Legionel·la pot sobreviure, però no multiplicar-se i resta inactiu.

El control del desenvolupament de legionel·la pot ser dut a terme per tractament químic a curt termini (amb Cl₂, ha de ser repetit cada 3 a 5 setmanes, factors de corrosió) o llarg termini (amb ClO₂, pren fins a 17 mesos per a la saturació de sistema) o amb tractaments no químics, també a curt termini (amb xoc tèrmic, que cal repetir cada 3 a 5 setmanes) o a llarg termini (amb ionització d'argent/coure de tipus industrial).
L'ELDSNet ha elaborat nombrosos documents que aporten eines útils per facilitar la prevenció i control de la legionel·losi, com també de la prevenció i avaluació de riscos associats a l'exposició ambiental a Legionella.